# オットー・ヘルシュマン
オットー・ヘルシュマン(Otto Herschmann、1877年1月4日 – 1942年6月14日)は、オーストリアウィーン出身の競泳選手、フェンシング選手、弁護士、ホロコースト犠牲者。異なるスポーツでオリンピックでメダルを獲得した数少ない選手の一人で、彼以外には2人しかいない。
1896年に最初の近代オリンピックであるアテネオリンピックの競泳種目100メートル自由形に出場し、ハンガリーのハヨーシュ・アルフレードに次ぐ2位でゴールし銀メダルを獲得した。
1912年にはストックホルムで開催されたオリンピックに再び出場しフェンシングのサーブル団体のメンバーの一員として銀メダルを獲得した。当時彼は、オーストリアオリンピック委員会の会長であり、国内オリンピック委員会の会長の座にありながらメダルを獲得した唯一の人物でもある。
1942年1月14日、ユダヤ人であったことからウィーン市内で拘束され、ソビボル強制収容所へと送られた。同年、ドイツ占領下のポーランドにあるIzbicaの収容所でガス室送りとなり死亡した。
1989年、彼の功績をたたえ国際ユダヤ人スポーツ殿堂に殿堂入りした。また、2002年に彼の故郷であるウィーンの通りに彼の名前がつけられている。